# Tony Hicks (Musiker, 1948)
Tony Hicks (* 8. August 1948 in Middlesbrough; † 12. August 2006 in Sydney) war ein britischer Fusion-Schlagzeuger.
Hicks lernte in der Highschool Schlagzeug. Mit sechzehn Jahren arbeitete zunächst als Roadie bei Eric Delaney, bevor er Schlagzeuger in dessen Band wurde. 1971 bildete er gemeinsam mit Colin Hodgkinson und Ron Aspery die Band Back Door, mit der er mehrere Alben aufnahm und in der er bis 1975 blieb. Dann arbeitete er bei Andy Fraser, mit Robert Wyatt (Flotsam Jetsam), bei Assegai (mit Dudu Pukwana), mit Alexis Korner (Juvenile Delinquent), Chris Rea, Georgie Fame, Cornelius Cardew (We Only Want the Earth) und Paul Butterfield. Er lebte zeitweise in Australien, wo er mit Dave MacRaes Pacific Eardrum, aber auch mit dem English Jazz Quartet auftrat. Auch spielte er mit Alex Conti und Frank Diez (Berlin Blues).